# الإدارة الصحية لبالتيمور
الإدارة الصحية لمدينة بالتيمور (BCHD) مرتبة إلى أربعة اقسام: الإدارة، الصحة المجتمعية للشباب، الصحة السكانية والوقاية من الامراض، وخدمة رعاية المسنين (لجنة المسنين وتعليم المتقاعدين). الإدارة الصحية لديها مجال واسع من المسؤولية، يتضمن الامراض المعدية الحادة، مراقبة الحيوانات، الوقاية من الامراض المزمنة، التاّهب للطوارئ، مرض الايدز/ الامراض المنقولة جنسيا، صحة الامومة والطفولة، تفتيش المطاعم، الصحة المدرسية، تعاطي الممنوعات، الصحة البيئية
القوى العاملة للوكالة يشكلون ما يقارب 1100 موظف ويديرون ميزانية بحدود 126 مليون دولار أمريكي.

## التاريخ
الإدارة الصحية لمدينة بالتيمور أُنشئت في عام 1793م وتعتبر اقدم منشأة إدارة صحية مستمرة في الولايات المتحدة. وقد أنشئت استجابة لأول تفشي في حالات اصابة مسجلة لمرض الحمى الصفراء في بالتيمور وتحديدا في فيليس يوينت.
في الثاني عشر من ايلول لعام 1793 اصدر الحاكم توماس لي إعلانا بتعيين أول مسؤولي لشؤون الصحة في بالتيمور وهما الدكتور جون ورتينجتون والدكتور جون روس.
قبل عام 1793 كانت مدينة بالتيمور تفتقر لنظام صحي عام لكنها واجهت مختلف المشاكل الصحية. في القرن الثامن عشر، النشاظ الصحي العام لدى المعظم كان مقتصراً على التقارير المتعلقة في الاضرار، وحكومة بالتيمور كانت تابعة لتنظيم المدينة ومفوضين مباشرين  في عام 1745، أصدرت المدينة حظرًا على ركض الأوز والخنازير بشكل عام، وفي عام 1750، فرضت إزالة "الأسماك النتنة والمخلوقات الميتة أو الجيف" المتروكة في الشوارع.
في اجتماع المؤتمر القاري عام 1776-1777 , مندوبو الكونغرس القاري اشتكوا من قذارة بالتيمور.وصف اوليفر وولكوت من جامعة كونيكتيكوت مدينة بالتيمور بأنها اقذر مكان ارتاده على الإطلاق. في تشرين الثاني لعام 1785، قام مواطنوا مدينة بالتيمور برفع عريضة للحاكم «ويليام باكا» مطالبين بإنشاء مكتب صحي قادر على التعامل مع الامراض السائدة والمخاطر الصحية شتى. لكن جهودهم باءت بالفشل وقد أصبحت الحاجة ملحة لوجود قسم صحي واضحة خصوصاً بعد تفشي مرض الحمى الصفراء والجدري على مستوى المدينة في وقت لاحق من هذا القرن.
أًطلق على أولى المسؤولين عن الشؤون الصحية «أطباء الحجر الصحي» وقد تم تكليفهم بالحد من انتشار الحمى الصفراء في مدينة بالتيمور. وفي نفس السنة العديد من الفرنسيين من ثورة هاييتي كانو يبحثون عن ملجأ في بالتيمور.
تم تكليف الدكتور جون روس بتطبيق الحجر الصحي البحري وكان مسؤولاً عن منع الحمى الصفراء من الوصول إلى ما وراء الميناء، بينما كان الدكتور جون ورثينجتون مسؤولاً عن تطبيق الحجر الصحي البري وعن دوريات تنظيم حركة السير على الطريق الواصل بين مدينتي فيلادلفيا وبالتيمور، وهي مدينة ساحلية كانت تعاني من تفشي هائل بمرض الحمى الصفراء.
في عام 1794، تم إنشاء لجنة صحية بالإضافة إلى إنشاء مستشفى مخصص للحجر الصحي في هوكينز بوينت. في الأول من يناير لعام 1797 تم إدراج بالتيمور رسمياً كمدينة وأيضا تم تأسيس إدارة الصحة العامة تحت إشراف تسعة من المفوضين المحليين. تم إنشاء مجلس الصحة (الذي سمي في عام 1900 باسم «إدارة الصحة») كمؤسسة تابعة لحكومة المدينة واصبحت لجنة الصحة تعرف باسم «مفوضي الصحة».
تأسست إدارة الصحة تبعاً للقرار رقم 11 (7 أبريل 1797) والقرار رقم 15 (11 أبريل 1797)، اللذان كانا بمثابة اساس لجميع التشريعات الصحية اللاحقة. بعد انتشار وباء الحمى الصفراء عام 1819، اصدرت وزارة الصحة القانون الصادر عام 1821 والذي يقتضي ان يقوم مجلس الصحة بعزل المناطق المتضررة، وحراسة المناطق المعزولة بالحراس ووضع علم اصفر على منازل الاشخاص المتوقع اصابتهم مستقبلاً بالحمى الصفراء.
واجهت مدينة بالتيمور تفشي مرض الجدري مرات عديدة في القرنين الثامن عشر والتاسع عشر. أصبح أخذ المطاعيم الزامياً في المناطق التي ينتشر بها الجدري خلال فترة الوباء عام 1827 وكان على الاطباء إرفاق التقارير عن حالات الجدري المسجلة عام 1834 .
في القرن الثامن عشر خضع التنظيم الداخلي لوزارة الصحة لتغيرات كثيرة. حيث تم تقليص عدد المفوضين الصحيين الي خمسة افراد عام 1801، وبعدها تم تقليصهم لأربعة افراد عام 1803 , وفي عام 1808 أصبح عدد المفوضين الصحيين اثنين فقط، وفي نفس العام تم الغاء منصب طبيب الحجر الصحي. وفي عام 1820 تم تعيين طبيب استشاري يعمل كمستشار للعمدة حول القضايا الصحية للمدينة. بحلول عام 1900، تم الغاء مجلس الصحة ولم يكن هناك سوى مفوص واحد للصحة يتحمل المسؤولية الكاملة لقسم الصحة.
شهد القرن العشرون توسعاً للتنظيم الداخلي لوزارة الصحة وتم إنشاء إدارة الصحة العامة واعتبارها نشاط للمارسة الصحية الطبية في بالتيمور.
في السابق، كانت الصحة العامة تحت إدارة الخدمة التطوعية للأطباء الخاصين. وفي بداية القرن، اتخذت إدارة الصحة للمدينة إجراءات صارمة ضد حالات الامراض المعدية بما في ذلك مرض السل الرئوي والتفوئيد. في عام 1909 تم افتتاح مستشفى سيندهام المختص بمرضى الحمى القرمزية والخناق، والذي يقع على خليج باي فيو، من خلال تركيب الكلورة المائية في عام 1911، ونظام الصرف الصحي في عام 1915، وترشيح المياه عن طريق مكتب الصرف الصحي عام 1915 تم القضاء على مرض التفوئيد في مدينة بالتيمور.
في عامي 1908 و 1917، اصدرت إدارة الصحة لبالتيمور قانونين يعنيان بمنتجات الالبان وينصان على الزامية بسترة الحليب. في عام 1919، تم تأسيس مكتب بالتيمور لرعاية الطفل، تلاه بخمسة عشر عام تم إنشاء مكتب لرعاية صحة الأمومة.
قام مكتب رعاية الطفل بتطوير برامج تعليمية للأمهات الحوامل، واللقطاء، ومصحات اليتامى، والتطور بنظافة الرضع مما ادى إلى انخفاض معدل وفيات الرضع.
من 1853 إلى 1930، زاد نشاط وزارة الصحة بشكل كبير من قبل مجموعة من «مراقبي الصحة»، تم تعيين أطباء مؤهلين في أحد الدوائر السياسية الـ 24 في المدينة. 
خلال القرن العشرين، تعاونت وزارة الصحة بشكل كبير مع المجتمع الطبي لتطوير حلول للأمراض والاحتياجات الصحية الأساسية لمواطنيها.
وشهدت بداية القرن العشرين أيضًا إنشاء مكتب للتربية الصحية. وزعت الإدارة الصحية للمدينة منشورات توعية للصحة العامة، ونظمت المعارض، وبدأت نشرة اخبار الصحة لبالتيمور عام 1918، وتم افتتاح برنامجاً إذاعياً «عام 1032 يسمىkeeping well»خلال هذا القرن، تم تقسيم بالتيمور إلى مناطق صحية، لكل منها طاقم من موظفي الصحة وممرضات الصحة العامة. تأسست منطقة الصحة الشرقية في عام 1932 واستمرت حدود المناطق الأخرى، بما في ذلك المناطق الدروية والشمالية، واستمر التطور في العقود اللاحقة.
أثناء وباء فيروس نقص المناعة البشرية / الإيدز في الولايات المتحدة، أقنع روبرت ميهل مسؤول وزارة الصحة في مدينة بالتيمور عمدة المدينة بتشكيل لجنة لمعالجة مشاكل الغذاء. نشأت الجمعية الخيرية المتنقلة التي تتخذ من بالتيمور مقراً لها من هذه المبادرة في عام 1990. بحلول عام 2010، توسعت منطقة خدمة المنظمة من مجرد بالتيمور لتشمل كل الساحل الشرقي لماريلاند.
خلال الاحتجاجات، نسقت إدارة الصحة في مدينة بالتيمور استجابة مع المستشفيات ومرافق الرعاية الصحية وأفراد المجتمع. خلال أعمال الشغب، قدمت إدارة الصحة تحديثات لمخططي الطوارئ في المستشفيات وأدت إلى وضع خطة أمنية على مستوى المدينة للمستشفيات ومرافق الرعاية الصحية. فور وقوع العنف، قامت وزارة الصحة بتعبئة مكوك للطوارئ ومخزن للطعام ومخزن للإمدادات الطبية في مركز «ساندتاون وينشيستر سينيور» الموجود في المجتمع الذي عاش فيه فريدي غراي. قاد أعضاء من إدارة الصحة برحلات مكوكية مرتين يوميًا من غرب بالتيمور إلى وول مارت وجيانت للمقيمين الذين تعرضت اسواقهم المحلية وصيدلياتهم للنهب.
بعد إغلاق 13 صيدلية في المدينة بسبب النهب وتلف الحرائق، تعاونت الإدارة الصحية للمدينة مع الخط الساخن 1-1-3 لتزويد السكان بإمكانية الوصول إلى الأدوية الضرورية. قام موظفو وزارة الصحة بتوصيل الوصفات الطبية، والمساعدة في النقل، وتوصيل الوصفات الطبية للمنارل، واعلنوا عن فتح بعص الصيدليات المناطق المجاورة. طورت BCHD أيضًا قائمة الوصول إلى بالتيمور لغايات الرعاية الصحية وقائمة بكيفية عمل الصيدليات، التي قدمت معلومات محدثة حول عمليات الإغلاق وساعات إمكانية تقديم الرعاية الصحية والصيدليات.
خلال الاضطرابات، أعلنت الإدارة الصحية للمدينة التزامها بتلبية احتياجات الصحة العقلية لسكان بالتيمور. أدى تنفيذ خطة بالتيمور للصحة العقلية / خطة التعافي من الصدمات إلى إنشاء خط استجابة للأزمات على مدار الساعة وطوال أيام الأسبوع، واستشارة جماعية مجانية، ودوائر علاجية يقودها متخصصون في الصحة النفسية مرخصون.
اليوم، تواصل وزارة الصحة العمل على توفير التدريب للرعاية المستدامة من الصدمات لموظفي الخطوط الأمامية في المدينة من أجل تحسين العلاقة بين المواطنين المعرضين للخطر ومنع الصدمات وإعادة التأهيل من الصدمات. أعلنت عمدة المدينة ستيفاني رولينجز-بليك ومفوضة الصحة ليانا وين التزامهما بتدريب كل عمال الخطوط الأمامية في المدينة ليصبحوا على علم تام بالتعامل مع الصدمات. وقد جلبت إدارة الصحة للمدينة أيضًا فريقًا من التابعين للقوات المسلحة لبالتيمور الذين تتمثل أولويتهم في الإنخراط مع المجتمع، وخاصة الشباب، من أجل معالجة مخاوفهم الصحية بشكل أفضل. بالإضافة إلى ذلك، تقيم إدارة الصحة للمدينة أسبوعيًا ندوة بالتيمور للمحادثات الصحية، واجتماعات مفتوحة على مستوى المدينة بقيادة المفوضة الدكتورة لينا وين التي توحد قادة المجتمع في المناقشات حول قضايا الصحة العامة ذات الصلة. في أواخر عام 2015، أطلقت بالتيمور برنامجًا نامياً للوقاية من الجرعات الزائدة للمنوعات يتضمن أوامر جارية لكل مقيم في المدينة. وقد عرض هذا البرنامج من قبل الرئيس باراك أوباما في حلقة نقاش مع المفوض ون.

## البرامج
تدير إدارة صحة مدينة بالتيمور العديد من البرامج تحت كل قسم من أقسامها التسعة ومكاتبها. بعض البرامج هي:
- مبادرة بالتيمور لصحة الأطفال هي مبادرة للحد من وفيات الرضع في مدينة بالتيمور من خلال البرامج التي تركز على تغيير السياسات وتحسين الخدمات وزيادة تفاعل المجتمع وتغيير سلوكهم . وقد ساعدت على تقليل معدل وفيات الرضع في مدينة بالتيمور إلى أدنى نقطة على الإطلاق: 9.7 وفاة لكل 1000 مولود (2012). انخفض معدل وفيات الرضع بنسبة 28٪ منذ إطلاق المبادرة، وانخفضت في عام 2012من 13.5 إلى 9.7 ؛ انخفض التفاوت بمعدل وفيات الرضع البيض والسود بنسبة 40 ٪ تقريبًا خلال نفس الفترة الزمنية .[15][16]

- برنامح الشوارع الآمنة [17][18] هو برنامج معالجة ومنع أعمال الشغب الموجودة على الواقع يعمل على الحد من حوادث إطلاق النار في المناطق التي يشتد بها أعمال العنف. يعتمد تطبيق مبادئ الشوارع الآمنة على الوعي التام بأن العنف هو أحد أمراض الصحة العامة التي يمكن منعها باستخدام طرق مكافحة المرض. تحتوي الشوارع الآمنة على عناصر التوعية للتواصل في الشوارع، حيث يتواصل العمال مع الشباب المعرضين للخطر لنزع فتيل المواقف وإشراك الشباب بالخدمات. تنقل الشوارع الآمنة رسالة موحدة مفادها أن العنف غير مقبول.
- برنامج بالتيمور للوقاية من الجرعات الزائدة (البقاء على قيد الحياة) [19][20] يعلم الأفراد كيفية ادراك الوصول لحالات تعاطي جرعة زائدة من الأفيون أو الهيروين والاستجابة للموقف من خلال الاتصال برقم 911 وإدارة إنقاذ حالات التنفس والتعرف ايضاًعلى عقار نالوكسون (المعروف أيضًا باسم ناركان).
- أهمية المواعدة[21][22] تكمن في تعزيز العلاقات الصحية كوسيلة لمنع العنف في المواعدة وتوطيد العلاقات الإجتماعية . برنامج القيادة والإدارة[23][24]
- برنامج استخدام بدائل الإبر [25][26] الذي يسعى للحد من انتقال فيروس نقص المناعة البشرية والتهاب الكبد الوبائي سي وغيرها من العدوى عن ذلك طريق التقليل من تداول الحقن غير النظيفة. كما يساعد البرنامج متعاطي المخدرات على التغلب على الإدمان من خلال ربطهم بخدمات علاج تعاطي المخدرات. بالإضافة إلى ذلك، يوفر البرنامج اختبار فيروس نقص المناعة البشرية والزهري.حيث يتم تقديم الخدمات في 13 موقعًا خلال 23 فترة زمنية أسبوعية في مدينة بالتيمور .
- مبادرة الأطفال الآمنين [27][28][29] هي تعاون بين وزارة الصحة، وإدارة خدمات الأحداث وغيرها من المؤسسات الحكومية التي توفر ضوابط مكثفة للحالات المجتمعية وترصد الأحداث الجانحين ذوي المخاطر العالية من أجل منعهم من أن يصبحوا ضحايا أو مرتكبي جرائم العنف وضمان حصولهم على المقومات التي يحتاجونها ليصبحوا بالغين منتجين . مبادرة (لا تموت)[30]

- برنامج بالتيمور تحت الرقابة [31]
- برنامج اسواق بالتيمور [32] عبارة عن مجموعة من برامج تعمل على تأمين الغذاء والعدالة المجتمعية في الحصول على الغذاء من خلال إدارة الصحة بمدينة بالتيمور. مهمة برنامج اسواق بالتيمور هي تحسين صحة وعافية سكان مدينة بالتيمور عن طريق تأمين الغذاء والعدالة الغذائية كاستراتيجيات لعمل نقلة نوعية في المجتمع. ويتحقق ذلك من خلال تعزيز المعرفة والمهارات والكفاءة الذاتية في مجال التغذية؛ زيادة الأمن الغذائي؛ وزيادة الحصول على الغذاء مع معالجة التفاوتات النظامية من أجل التأثير على النظام الغذائي، وفي نهاية المطاف، صحة سكان الصحراء الغذائية .